# Slovacchia ai XXII Giochi olimpici invernali
La Slovacchia ha partecipato ai XXII Giochi olimpici invernali svoltisi dal 7 al 23 febbraio 2014 a Soči in Russia, con una delegazione composta da 62 atleti, di cui 45 uomini e 17 donne, impegnati in 9 discipline. Portabandiera alla cerimonia d'apertura è stato l'hockeista Zdeno Chára, alla sua terza Olimpiade. Il bottino è stato di una medaglia d'oro, conquistata dalla biatleta Anastasija Kuz'mina che ha bissato la vittoria dell'edizione precedente dei Giochi.

## Medaglie

### Medagliere per discipline
| Sport    | Oro | Argento | Bronzo | Totale |
| -------- | --- | ------- | ------ | ------ |
| Biathlon | 1   | 0       | 0      | 1      |
| Totale   | 1   | 0       | 0      | 1      |

### Medaglie d'oro
| Medaglia | Nome                | Sport    | Evento        |
| -------- | ------------------- | -------- | ------------- |
| Oro      | Anastasija Kuz'mina | Biathlon | 7,5 km sprint |